# Estado de conservación

Colores del estado de conservación, y según la clasificación otorgada por la versión de la Lista Roja elaborada por la UICN

El estado de conservación es una medida de la probabilidad de que una especie continúe existiendo en el presente o en el futuro cercano, en vista no solo del volumen de la población actual, sino también de las tendencias que han mostrado a lo largo del tiempo, de la existencia de depredadores u otras amenazas, de las modificaciones previstas en su hábitat, etc.

## Introducción
Desde que a mediados del siglo XVIII Linneo publicó un método de clasificación de los seres vivos, los taxónomos han asignado un nombre a alrededor de un millón cuatrocientas mil especies, aunque las estimaciones fijan entre los siete y los cien millones las especies que en total pueblan la Tierra.
Por ser más fácil su estudio, los animales vertebrados son los más conocidos y utilizados como indicadores biológicos, siendo en consecuencia los que suelen recabar más esfuerzos de conservación. Dados los requerimientos tróficos y sus dependencias de hábitats en buen estado de conservación, las campañas de conservación de los vertebrados, y especialmente de los mamíferos, conllevan también la conservación de la gran mayoría de las especies de fauna y flora de las cuales dependen.

## Sistemas mundiales

### Lista Roja de la UICN
La más difundida de las clasificaciones para los estados de conservación es la elaborada por la Unión Internacional para la Conservación de la Naturaleza, que compila la llamada Lista Roja de la UICN de especies amenazadas. Este sistema divide a los taxones en tres grandes categorías, con varias subcategorías:
- Bajo riesgo
  - Preocupación menor (LC)
  - Casi amenazada (NT)
- Amenazada
  - Vulnerable (VU)
  - En peligro (EN)
  - En peligro crítico (CR)
- Extinta
  - Extinta en estado silvestre (EW)
  - Extinta (EX)

Además existen las categorías No Evaluado (NE) para las especies que aún no han sido clasificadas de acuerdo a los criterios presentados anteriormente y Datos Insuficientes (DD) cuando la información existente no es la adecuada para realizar la evaluación. La versión 2.3 de la lista, que se utilizó hasta la edición del año 2000, incluía también el criterio Dependiente de Conservación (CD). Este, junto con los criterios Casi Amenazado y Preocupación Menor eran subcategorías de Bajo Riesgo (LR).

### CITES
La Convención sobre el Comercio Internacional de Especies Amenazadas de Fauna y Flora Silvestres (CITES por sus siglas en inglés) tiene por objetivo garantizar que el comercio internacional de especímenes de animales y plantas silvestres no amenace su supervivencia, mediante el acuerdo común de los países que la integran. El CITES clasifica a determinadas especies en tres "apéndices":
- Apéndice I
  - Incluye todas las especies en peligro de extinción. Su comercio está restringido solo a casos excepcionales.
- Apéndice II
  - Incluye especies que no están necesariamente bajo peligro de extinción, aunque están amenazadas. Su comercio debe controlarse para mantener su supervivencia.
- Apéndice III
  - Incluye a especies protegidas en al menos un país, el que ha solicitado a otros países suscriptores ayuda para controlar su comercio.

Actualmente son 175 los países miembros de la CITES.

### NatureServe
La organización conservacionista NatureServe, en conjunto con The Nature Conservancy, elaboraron una clasificación que ordena a las especies según la escala geográfica de su evaluación y su nivel de amenaza. Para esto, la clasificación se compone de una letra:
- G: Escala global (no necesariamente es todo el mundo, puede estar limitado a un rango geográfico)
- N: Escala nacional
- S: Escala subnacional (una provincia o región de un país, por ejemplo)

Y un número:
- 1: en peligro crítico (compatible con las categorías en peligro y en peligro crítico de la Lista Roja versión 2.3)[7]
- 2: en peligro (compatible con la categoría vulnerable de la Lista Roja versión 2.3)[7]
- 3: vulnerable (compatible con la categoría bajo riesgo de la Lista Roja versión 2.3)[7]
- 4: aparentemente segura
- 5: ampliamente extendida, demostradamente abundante y segura

U otra letra:
- X: presumiblemente extinta, especie no localizada en búsquedas extensas
- H: posiblemente extinta, especie que habita históricamente la zona y a la que todavía hay posibilidades de localizar
- U: no categorizable, por falta de información o conflictos sobre ella
- R: especies no categorizadas todavía
- A: clasificación no aplicable debido a que la especie no es objetivo de labores conservacionistas
- Q: taxonomía cuestionable
- C: población en cautividad, cultivada o recientemente reintroducida
- T: para indicar la clasificación de una subespecie dentro de una especie (por ejemplo G5T1)
- B: para indicar que el estatus de conservación se refiere a la población reproductora
- N: para indicar que el estatus de conservación se refiere a la población no reproductora
- M: para indicar que el estatus de conservación se refiere a la población migrante

Las subclasificaciones se mezclan para formar una unificada, por ejemplo G1, N3, etc. Incluso estas últimas se pueden mezclar para señalar una especie amenazada en un rango geográfico específico, pero en un contexto de conservación más amplio. Para señalar ambigüedad en una cierta clasificación, se puede señalar mezclando dos clasificaciones (por ejemplo G2G3), o agregándole un «?» (por ejemplo, «G2?»).

## Sistemas nacionales

Clasificaciones del Acta de Protección Medioambiental y Conservación de la Biodiversidad de 1999 de Australia

Existen también algunos sistemas nacionales estandarizados para clasificar a las especies en riesgo.

### Australia

Clasificaciones del Departamento del Medioambiente y Conservación de Australia Occidental

Tras el Acta de Protección Medioambiental y Conservación de la Biodiversidad de 1999, abreviada por su acrónimo en inglés como EPBC (Environment Protection and Biodiversity Conservation Act 1999), se cuenta con un sistema que describe las especies amenazadas, los procesos que las amenazan y las comunidades ecológicas del país. Las categorías, basadas en los criterios de la versión 2.3 de la Lista Roja de la UICN, clasifican a las especies en: «dependientes de conservación» (CD), «vulnerables» (VU), «en peligro» (EN), «en peligro crítico» (CR), «extintas en estado silvestre» (EW) y «extintas» (EX). Todas las especies que estén bajo una de las clasificaciones del acta (salvo las «dependientes de conservación») están protegidas en el país.
Por otra parte, el Departamento del Medioambiente y Conservación de Australia Occidental también elabora una clasificación para ese estado, el que categoriza a los taxones en: Flora Declarada Rara - Taxón Posiblemente Extinto (X), Flora Declarada Rara - Taxón existente (R), Prioridad Uno - Taxón Poco Conocido (P1), Prioridad Dos - Taxón Poco Conocido (P2), Prioridad Tres - Taxón Poco Conocido (P3) y Prioridad Cuatro - Taxón Raro (P4).

### Canadá

Clasificaciones de la Lista de especies en vida salvaje bajo riesgo de Canadá

El Ministerio del Medio Ambiente de Canadá elabora anualmente un informe en el que clasifica a la vida salvaje del país en peligro de desaparecer, basado en la información que entrega el Comité sobre el Estatus de Amenaza de la Vida Salvaje en Canadá.
El informe clasifica a estas especies en: preocupación especial (SC), amenazada (T), en peligro (E), extirpadas (XT) y extintas (X). También posee las categorías Datos Insuficientes (DD) cuando la información es insuficiente y no en riesgo (NAR) cuando la investigación permite concluir que la especie en cuestión no se encuentra amenazada.

### Estados Unidos

Clasificaciones de la Lista de especies amenazadas del Departamento de Pesca y Vida Silvestre de Estados Unidos

El Acta de Especies Amenazadas de 1973 (abreviado por su nombre en inglés como ESA) estableció la creación de listados que permitieran categorizar a las especies amenazadas. De esta forma varios estados poseen sus propias listas. A nivel nacional, el Departamento de Pesca y Vida Silvestre de Estados Unidos clasifica a los taxones en la Lista de especies amenazadas, la que se divide en dos grandes grupos: en peligro (E) y amenazadas (T). Alternativamente está la categoría EX para las especies extintas.

### Nueva Zelanda

Categorías principales del Sistema de Clasificación de Amenazas de Nueva Zelanda

El Departamento de Conservación del país publica las listas del Sistema de Clasificación de Amenazas de Nueva Zelanda, ordenando a las especies en un completo sistema de categorías, el que incluye:
- Taxones amenazados
  - Crítico a nivel nacional (NC)
  - En peligro a nivel nacional (NE)
  - Vulnerable a nivel nacional (NV)
- Taxones en riesgo
  - Población en disminución (Dec)
  - En recuperación (RC)
  - Relicto (Rel)
  - Poco común naturalmente (NU)
- Otras categorías
  - Introducidos y Naturalizados
  - Migrantes
  - Vagantes
  - Colonizadores
  - Datos insuficientes
  - Extintos
  - No amenazados

De la misma manera, también existen los calificadores, que tienen por objeto complementar a las categorías. En la última edición del manual para consultar el sistema de clasificación neozelandés, de enero de 2008, se incluyen los calificadores dependiente de conservación (CD), datos pobres (DP), designado (De), extinto en estado silvestre (EW), fluctuaciones extremas (EF), creciente (Inc), endémicos de la isla (IE), una ubicación (OL), disminución parcial (PD), rango restringido (RR), fallas en el reclutamiento (RF), en ultramar y seguro (SO), escaso (Sp), estable (St) y en ultramar y amenazado (TO).

### Otros países
En Bélgica, el Instituto para la Investigación Forestal y de la Naturaleza (INBO) publica más de 150 indicadores del estado de sus especies y ecosistemas, en neerlandés. En China se publica el Libro Rojo de Animales Amenazados, el que clasifica aves, peces, mamíferos y otras especies amenazadas. Algunos estados y provincias también determinan especies clave a las que proteger. En Japón el Ministerio del Medioambiente posee un sistema de categorías alternativas a las de la versión 2.3 de la Lista Roja, en el que clasifica a las especies del país. En los Países Bajos el Ministerio de Agricultura, Naturaleza y Calidad Alimentaria elabora una «lista roja» de especies desaparecidas o amenazadas, bajo el alero del Acta de Conservación de la Naturaleza de 1998.